# Stateczność jednostki pływającej

Działanie sił w czasie przechyłu statku.
G – środek ciężkości, F – środek wyporu, F_{1} – środek wyporu w czasie przechyłu, M – pozorny środek obrotu, D – siła wyporu, P – siła ciężkości jednostki pływającej, φ – kąt przechyłu, W – poziom wody przed przechyłem, W_{1} – poziom wody w czasie przechyłu

Stateczność – pojęcie z teorii okrętu dotyczące zdolności jednostki pływającej do przeciwstawiania się siłom zewnętrznym mogącym spowodować jego przewrócenie. Wyróżnia się stateczność wzdłużną i poprzeczną.
Uproszczoną definicją stateczności jest stwierdzenie – zdolność powracania do stanu równowagi założonego podczas projektowania oraz określonego podczas normalnej eksploatacji jednostki pływającej, zaburzonego przez siły zewnętrzne (falowanie morza, wiatr itp.).
Przy rozpatrywaniu stateczności poprzecznej podstawowymi pojęciami są: wysokość metacentryczna (dot. tzw. stateczności początkowej) i stateczność przy dużych kątach przechyłu. Ze względu na rodzaj działających sił zewnętrznych stateczność można podzielić na statyczną i dynamiczną. 
W przypadku zdecydowanej większości jachtów balastowych mylne jest założenie, jakoby środek ciężkości leżał poniżej środka wyporu. Taki przypadek, który bywa nazywany statecznością ciężaru, można spotkać tylko w niektórych wyczynowych konstrukcjach regatowych.
Gdy środek ciężkości statku leży powyżej środka wyporu mówi się także o stateczności kształtu, a równowaga jednostki w takim przypadku zależna jest od szerokości kadłuba (wodnicy pływania).
W celu zapewnienia właściwej stateczności jednostki i uniknięcia ryzyka jej utraty Międzynarodowa Organizacja Morska wprowadziła specjalne kryteria dla statków towarowych i pasażerskich, będące warunkami dopuszczenia do żeglugi. Specyficzne kryteria dotyczą statku przewożącego ziarno.

## Dodatkowe wymogi statecznościowe przy przewozie zboża luzem

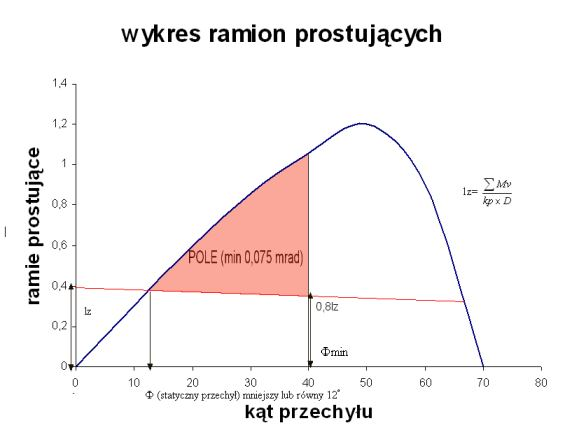
Oznaczenia:
kąt Ф min – najmniejszy spośród trzech: kąta zalewania, kąta 40, kąta największej różnicy pomiędzy krzywą ramienia przechylającego od przesypania się ziarna lz a krzywą ramion prostujących
Mv – moment statyczny objętościowy wytworzony przez przesypujące się ziarno (tabele podają oddzielne momenty dla każdej z ładowni, które to momenty sumujemy)
SF – współczynnik sztauerski ziarna
D – wyporność statku [T]
lz – ramię przechylające statek wskutek przesypania się ziarna [m]

Ziarno zbóż jest specyficznym towarem ulegającym podczas transportu morskiego niebezpiecznym zjawiskom:
1. Przemieszczanie się, powodujące nierównomierne rozmieszczenie masy ziarna spowodowane siłą bezwładności generowaną przez statek podczas kołysań na fali (tzw. efekt powierzchni swobodnej)
2. Osiadanie, czyli zmniejszenie objętości zajmowanej przez ziarno, wynikające z faktu, iż podczas podróży morskiej ziarno sukcesywnie wypełnia wolne przestrzenie powstałe w całej objętości w trakcie załadunku

Oba zjawiska są groźne, gdyż mogą spowodować stały statyczny przechył lub utratę stateczności jednostki, dlatego każdy statek przewożący ziarno luzem musi spełniać wymogi stateczności wynikające z kodeksu International Grain Code:
1. GMp (wysokość metacentryczna poprawiona o wpływ swobodnych powierzchni cieczy) ≥ 0.30 m
2. Ф (statyczny kąt przechyłu od przesypania się ziarna) ≤ 12ْ
3. Pole figury utworzonej przez krzywą ramion prostujących, kąt Ф min oraz krzywą ramienia przechylającego od przesypania się ziarna lz, powinno być nie mniejsze niż 0,075 mrad (patrz rysunek)